# Frederico Gil
João Frederico Limpo Franco «Fred» Gil (Lisboa, 24 de març de 1985) és un jugador de tennis portuguès.
El 2009 va esdevenir el portuguès amb la millor classificació històrica al circuit ATP, posteriorment superat per Rui Machado i João Sousa. El 2015 Gil va rebre el Premi Compromís ITF després d'haver participat en 20 eliminatòries de la Copa Davis. Els seus millors resultats inclouen un títol ATP en dobles i presència en quarts de final del Masters de Montecarlo en 2011. Tanmateix, la major part de la seva carrera l'ha desenvolupat en el circuit ITF.

## Palmarès

### Individual: 1 (0−1)
| Llegenda                          |
| --------------------------------- |
| Grand Slams (0−0)                 |
| ATP Finals (0−0)                  |
| ATP World Tour Masters 1000 (0−0) |
| ATP World Tour 500 (0−0)          |
| ATP World Tour 250 (0−1)          |

| Títols per superfície |
| --------------------- |
| Dura (0−0)            |
| Gespa (0−0)           |
| Terra batuda (0−1)    |

| Resultat  | Núm. | Data              | Torneig          | Superfície   | Oponent         | Marcador         |
| --------- | ---- | ----------------- | ---------------- | ------------ | --------------- | ---------------- |
| Finalista | 1.   | 9 de maig de 2010 | Oeiras, Portugal | Terra batuda | Albert Montañés | 2–6, 7–6(4), 5–7 |

### Dobles masculins: 1 (1−0)
| Llegenda                          |
| --------------------------------- |
| Grand Slams (0−0)                 |
| ATP Finals (0−0)                  |
| ATP World Tour Masters 1000 (0−0) |
| ATP World Tour 500 (0−0)          |
| ATP World Tour 250 (1−0)          |

| Títols per superfície |
| --------------------- |
| Dura (0−0)            |
| Gespa (0−0)           |
| Terra batuda (1−0)    |

| Resultat  | Núm. | Data                | Torneig            | Superfície   | Parella              | Oponents                     | Marcador          |
| --------- | ---- | ------------------- | ------------------ | ------------ | -------------------- | ---------------------------- | ----------------- |
| Guanyador | 1.   | 5 de febrer de 2012 | Viña del Mar, Xile | Terra batuda | Daniel Gimeno-Traver | Pablo Andújar Carlos Berlocq | 1–6, 7–5, [12–10] |

## Trajectòria

### Individual
| Open d'Austràlia | A   | A   | A   | A   | A   | A     | 1R    | 2R    | 3R    | A   | A   | 0 / 3   | 3 – 3   |
| Roland Garros | A   | A   | A   | Q3  | 1R  | 1R    | Q2    | 1R    | Q1    | A   | A   | 0 / 3   | 0 – 3   |
| Wimbledon | A   | A   | A   | A   | 1R  | 1R    | 1R    | 1R    | Q1    | A   | A   | 0 / 4   | 0 – 4   |
| US Open | A   | A   | A   | A   | 1R  | 1R    | 4R    | 1R    | Q1    | A   | A   | 0 / 4   | 0 – 4   |
| Total Victòries–Derrotes                                                                                                  | 1–2 | 3–1 | 4–2 | 1–5 | 5–4 | 18–18 | 12–13 | 11–18 | 11–13 | 1–0 | 0–0 | 67 – 76 | 67 – 76 |
| Rànquing a final d'any | 623 | 279 | 154 | 144 | 110 | 69    | 101   | 102   | 137   | 825 | 614 |         |         |
| Llegenda: G: Guanyador; F: Finalista; SF: Semifinalista; QF: Quarts de final; Q: Qualificació; A: Absent; RR: Round Robin |     |     |     |     |     |       |       |       |       |     |     |         |         |